# جيندريش سكاتسيل
جيندريش سكاتسيل (بالتشيكية: Jindřich Skácel)‏ هو لاعب كرة قدم تشيكي في مركز حراسة المرمى، ولد في 3 نوفمبر 1979 في بروستيوف في جمهورية التشيك. شارك مع منتخب جمهورية التشيك تحت 21 سنة لكرة القدم. أما مع النوادي، فقد لعب مع زبرويوفكا برنو وسانتو أندريه وسلافيا براغ ونادي سيغما أولوموتس.

## وصلات خارجية
- جيندريش سكاتسيل على موقع الاتحاد التشيكي (الإنجليزية)
- جيندريش سكاتسيل على موقع قاعدة بيانات كرة القدم.إي يو (الإنجليزية)
- جيندريش سكاتسيل على موقع Soccerway.com (الإنجليزية)